# Nikolić
Nikolić je 150. najbolj pogost priimek v Sloveniji, ki ga je po podatkih Statističnega urada Republike Slovenije na dan 31. decembra 2007 uporabljalo 1.065 oseb, na dan 1. januarja 2010 pa 1.067 oseb in je med najbolj pogostimi priimki zasedal 142. mesto. 

## Znani nosilci priimka v Sloveniji (tudi Nikolič)
- Aleksej Nikolić (*1995), košarkar
- Ana Nikolič, citrarka
- David Nikolić, košarkar, pomočnik selektorja (oče Alekseja in Mitje)
- Dejan Nikolić, modni fotograf
- Krista Župančič Nikolić (1884–1942), slovensko-hrvaška balerina
- Miroslav Nikolić (*1924), biolog
- Mitja Nikolić Smrdelj (*1991), košarkar
- Momir Nikolić (*1946), tekstilni tehnolog, univ. profesor
- Nika Nikolič (*1987), psihoanalitičarka, terapevtka, pisateljica
- Pia Nikolič (*1989), sociologinja, striparka, cineastka
- Svetislav Nikolić (*1928), vojaški novinar, urednik, publicist (podpolkovnik JLA)
- Uroš Nikolič/-ć, filmski režiser, igralec in scenograf

## Pri ostalih narodih nekdanje Jugoslavije
Priimek je pogost pri Srbih in Črnogorcih.
- Aleksandar "Aca" Nikolić (1924–2000), srbsko-jugoslovanski košarkar, trener in profesor
- Aleksandra Nikolić, srbska igralka
- Ana Nikolić (*1978), srbska pevka in avtorica glasbe
- Andra Nikolić (1863–1918), srbski politik in književnik
- Andrew Nikolic (Nikolić) (*1961), srbsko-avstralski brigadir in politik
- Anđelka Nikolić (*1977), srbska gledališka režiserka
- Anja Nikolić-Hoyt, hrvaška jezikoslovka - leksikografka
- Atanasije Nikolić (1803–1882), srbski gledališčnik, prosvetnokulturni in narodni delavec, državni uradnik
- Boža (Božidar) Nikolić (1883–1968), srbski igralec
- Božidar "Bota" Nikolić (1942–2021), črnogorsko-srbski filmski režiser in scenarist
- Božo Nikolić (1946–2010), črnogorski kapitan in politik hrvaškega rodu iz Boke
- David Nikolić, srbski nogometaš
- Davor Nikolić, hrvaški jezikoslovec - kroatist...
- Dragan Nikolić – več znanih ljudi
- Elizabeta Hržić-Nikolić (1884–1960), hrvaška igralka
- Filip Nikolić (1830–1867), srbski bibliotekar
- Gordan Nikolić (*1968), srbski violinist in dirigent
- Ilija Nikolić, črnogorski guslar (drug = etnolog)?
- Ivana Nikolić (*2001), črnogorska judoistka
- Jelena Nikolić (*1982), srbska odbojkarica
- Kosta Nikolić, srbski zgodovinar
- Lazar Nikolić (1824–1889), srbski pisatelj in slikar
- Maja (Marija) Nikolić (*1975), srbska pevka
- Marko Nikolić (*1979), srbski nogometni trener
- Marko Nikolić, srbski igralec
- Mihajlo "Kajle" Nikolić (1911–1999), pilot, polkovnik in športni letalec; rezervni generalmajor
- Mihovil Nikolić (1878–1951), hrvaški pesnik
- Milan Nikolić (*1979), srbski harmonikar
- Milijana Nikolic (Nikolić) (*1975), srbska operna pevka, mezzosopranistka (mdr. v Avstraliji)
- Milorad Nikolić (1920–2006), srbski (starojugoslovanski) nogometaš (po 2.sv.vojni v ZDA)
- Milutin Nikolić, brigadir
- Miodrag "Sija" Nikolić (1938–2005), srbsko-jugoslovanski košarkar in trener
- Miodrag Nikolič (1925–2007), srbski filmski režiser in producent
- Mirjana Nikolić, srbska igralka
- Miroslav "Muta" Nikolić (*1956), srbski košarkarski trener, nekdanji igralec
- Negosav Nikolić (1947–2006), srbski in jugoslovanski generalpodpolkovnik
- Nemanja Nikolić (*1987/88), črnogorski nogometaš   (srbski soimenjak = *1992)
- Nenad Nikolić (*1959), hrvaški nogometni trener, mdr. v Iranu
- Nenad Nikolić (1961–1999), srbski nogometaš
- Nenad Nikolić (*1984), srbsko-kanadski nogometaš
- Nikola Nikolić (1896–1986), mladobosanec, zdravnik epidemiolog, sanitejec, udeleženec Oktobrske revolucije in NOB...
- Nikola Nikolić Johnny, srbski pevec
- Olga Nikolić, srbska pevka
- Predrag Nikolić (*1960), bosanskohercegovski šahovski velemojster
- Rajko Nikolić (1911–?), srbski (vojvodinski) muzealec
- Ratko Nikolić (*1977), srbski rokometaš
- Risto Nikolić (1877–1917), srbski geograf in muzealec
- Simo (Sima) Nikolić (*1941), jugoslovanski (vojvodinsko-hrvaški) jadralec
- Stanimir Nikolić (*1935), srbski šahovski velemojster
- Stevo Nikolić (*1984), bosansko-srbski nogometaš
- Stojan Nikolić (1859–1882), srbski slikar
- Suzana Nikolić, srbska igralka
- Tihomilj "Teša" Nikolić (1832–1886), srbski general in vojni ministrer
- Tomislav Nikolić (*1952), srbski politik, predsednik Srbije
- Uroš Nikolić (*1987), srbski košarkar
- Uroš Nikolić (*1993), srbski nogometaš
- Vera Nikolić (1948–2021), srbska (jugoslovanska) atletinja, tekačica na srednje proge
- Vera Nikolić Podrinska (1886–1972), hrvaška slikarka (hči Vladimirja N.)
- Vinko Nikolić (1912–1997), hrvaški (ustaški) novinar, Pavelićev adjutant in povojni emigrant
- Vitomir "Vito" Nikolić (1934–1994), črnogorski pesnik
- Vladimir Nikolić (1829–1866), srbsko-hrvaški? pesnik in pisatelj
- Vladimir Nikolić (1857–1922), srbski arhitekt
- Vojin Nikolić (1914–1999), črnogorski narodni heroj, generalpolkovnik JLA, direktor JŽ
- Vojin Nikolić (1931–?), črnogorski športni delavec in publicist
- Vojin R. Nikolic, srbsko-ameriški strokovnjak za aero- in astronavtiko
- Živko Nikolić (1941–2001), črnogorsko-srbski filmski režiser
- Živojin Nikolić (1911–1990), srbski generalmajor JLA

### Priimek Nikoliš
- Gojko Nikoliš (1911–1995), hrvaško-srbski zdravnik, načelnik sanitete NOV in POJ, sanitetni generalpolkovnik JLA, narodni heroj in akademik